# Film non narratif
Les films non narratifs sont des films qui ne narrent ou ne relatent pas d'évènements réels ou imaginaires. Il s'agit généralement de films d'arts ou de films expérimentaux, qui ne sont pas conçus pour le divertissement de masse.
Si les films narratifs sont le type dominant, les films non narratifs ne sont pas une catégorie complètement à part. Même si les films non narratifs essaient d'éviter certains traits des films narratifs, ils en gardent un certain nombre de caractéristiques. Les films narratifs utilisent aussi des procédés cinématographiques qui ne sont pas à but représentatif. Bien que de nombreux films abstraits soient clairement dépourvus de tout élément narratif, la distinction entre un film narratif et un film non narratif peut être assez vague et est généralement soumise à interprétation. Des images inusitées, des concepts ou structures particulières peuvent masquer la narrativité d'un film.
Des termes comme cinéma pur ou film absolu ont été utilisés pour désigner les films non narratifs qui cherchaient à créer une expérience plus pure des différentes composantes d'un film, comme le mouvement, le rythme et des compositions visuelles changeantes.  De façon plus étroite le terme "film absolu" était utilisé pour qualifier le travail d'un groupe de cinéastes allemands dans les années 1920, qui consistait, du moins au début, en des films complètement abstraits. Le terme cinéma pur était utilisé pour décrire le style de plusieurs réalisateurs français des années 1920, dont le travail était non narratif mais rarement non figuratif.
La majorité du cinéma surréaliste peut être vu comme non narratif et rejoint parfois le mouvement dadaïste du cinéma pur.

## Influence musicale
La musique est un élément central des films absolus, et un des plus importants utilisés par les réalisateurs de films abstraits. Les réalisateurs de films absolus sont connus pour utiliser des éléments musicaux comme le rythme/tempo, le dynamisme et la fluidité. Ces réalisateurs l'utilisent pour donner une impression de mouvement et d'harmonie aux images de leurs films, et espéraient laisser les spectateurs bouche-bée. Dans son article "Visual Music", Maura McDonnell compare ses films à des compositions musicales à cause de l'attention portée au rythme et à la dynamique.
L'histoire des films abstraits coïncide avec celle de la musique visuelle. Certains films sont très proches de la représentation électronique de la musique, particulièrement lorsque des appareils électroniques comme des oscilloscopes étaient utilisés pour générer des images animées en rapport avec la musique, cependant les images de ces films ne sont pas générées en temps réel.

## Cinéma abstrait
Le cinéma abstrait, ou cinéma absolu est un sous-genre du cinéma expérimental et une forme d'art abstrait. Les films abstraits sont non narratifs, ne contiennent pas d'acteurs et n'essaient pas de représenter la réalité ou des sujets concrets. Ils utilisent la lumière, le rythme et le mouvement à travers les moyens techniques du cinéma pour créer une expérience sensorielle.
De nombreux films abstraits ont été créés avec des techniques d'animation. La différence entre l'animation et les autres techniques peut être difficile à voir dans certains films. Par exemple des objets mouvants peuvent avoir été animés grâce à l'animation en volume (ou stop motion en anglais), filmés alors qu'ils se déplaçaient ou filmés sur un fond neutre avec une caméra en mouvement.

### Histoire

#### L'animation abstraite avant le cinéma
Un certain nombre d'objets peuvent être considérés comme des supports pour des animations abstraites, comme les claviers à lumière, les feux d'artifice chinois, le kaléidoscope, les fontaines musicales ou encore les lanternes magiques.
Certaines des plus anciennes animations d'appareils stroboscopiques (comme le Phénakistiscope ou le Zootrope) étaient abstraites, notamment celle du Fantascope de l'inventeur Joseph Plateau et beaucoup des Stroboscopische Scheiben de en: Simon Stampfer (1833).

#### 1910: les premiers exemples
Le concept de film abstrait trouve ses racines dans les mouvements artistiques du début du 20e siècle tels que le cubisme, l'expressionnisme, le dadaïsme, le suprématisme, le futurisme, le précisionnisme et potentiellement d'autres encore. Ces mouvements artistiques commençaient à se développer dans les années 1910.
Les futuristes italiens Arnaldo Ginna et son frère Bruno Corra produisaient des films peints à la main entre 1912 qui ont disparu aujourd'hui. En 1916 ils publièrent Le Manifeste du Cinéma futuriste, coécrit par Giacomo Balla, Filippo Tommaso Marinetti, Remo Chiti et Emilio Settimelli. Ils proposaient un cinéma qui "étant essentiellement visuel, doit avant tout suivre les évolutions de la peinture, se détacher de la réalité, de la photographie, du gracieux et du solennel. Il doit devenir disgracieux, déformé, impressionniste, synthétique, dynamique, libre de formulation." " Les éléments les plus variés entreront dans le cinéma futuriste comme un moyen d'expression : de la tranche de vie à la palette de couleur, des lignes conventionnelles aux mots en liberté, de la musique plastique et chromatique à la musique des objets. En d'autres mots il sera peinture, architecture, sculpture, mots en liberté, musique de couleurs, lignes et formes, un mélange d'objets et de réalités mélangées de façon aléatoire." Parmi les méthodes proposées on pouvait trouver des "recherches en musique cinématique", des "exercices quotidiens pour se libérer de la logique photographique" et des "équivalences linéaires, plastiques, chromatiques, etc., d'hommes, de femmes, d'événements, de pensées, de musique, d'émotions, de poids, d'odeurs, de bruits ( avec des lignes blanches sur fond noir on montrait le rythme intérieur et physique d'un mari qui découvre sa femme en train de le tromper et qui chasse l'amant – rythme de l'âme et rythme des jambes)." Environ un mois après sortait le film Vita Futurista, réalisé par Ginna en collaboration avec Corra, Balla et Marinetti. Seulement quelques images du film existent toujours et gère plus d'aucun film futuriste semble avoir été préservé. 
Autour de 1911, Hans Lorenz Stoltenberg expérimentait aussi avec l'animation directe, assemblant de façon rythmique des films teintés dans des couleurs différentes. Il a publié une notice sur le sujet et clamait que de nombreuses personnes ayant grandi avec les films colorés à la main de Georges Méliès et Ferdinand Zecca qui voulaient essayer de peindre des films à cette époque. 
En 1913 Léopold Survage créait ses Rythmes colorés : plus de 100 dessins abstraits à l'encre qu'il voulait assembler en un film. Incapable de réunir les fonds, il n'a pu réaliser le film et Survage s'est contenté d'exposer ses peintures séparément. 
Mary Hallock-Greenwalt utilisait des calques et des spray aérosols pour créer des motifs géométriques se répétant sur des films peints à la main. Ces nombreux films furent probablement créés autour de 1916 pour son clavier à couleur Sabaret, pour lequel elle a déposé 11 brevets entre 1919 et 1926. Les films n'étaient pas projetés, mais une personne à la fois pouvait voir le film en regardant directement dans la machine. Le Sabaret fut montré au public pour la première fois dans le magasin de John Wanamaker à new York en 1922.